# My Way is My Decision
My Way is My Decision je skladba, ki jo izvaja najuspešnejša slovenska smučarka vseh časov Tina Maze.  
Med pripravami na sezono 2012/2013 je Tina posnela pesem z naslovom »My Way is My Decision«. O skoku v glasbene vode je napisala tudi blog.  
Novica o njeni pevski karieri je na plan pritegnila tudi tuje medije. Avtor aranžmaja in produkcije je Raay, glasbo sta napisala Matjaž Jelen in Raay, besedilo pa sta prispevala Charlie Manson in Leon Oblak. 
Izdana je bila 26. oktobra, dan pred prvo tekmo sezone v Söldnu. Video je postal najhitreje rastoč nov video po številu ogledov kateregakoli slovenskega izvajalca, saj je v zgolj treh dneh dosegel pol milijona ogledov.
Pesem so najpogosteje vrteli tudi na tekmah svetovnega pokala, saj je bilo skladbo slišati vedno, ko je Tina prismučala na cilj.